# داوود حقي
داوود حقي (بالفارسية: داوود حقی) هو لاعب كرة قدم إيراني في مركز الوسط، ولد في 26 يناير 1981 في طهران في إيران. شارك مع منتخب إيران تحت 23 سنة لكرة القدم ومنتخب إيران لكرة القدم. أما مع النوادي، فقد لعب مع نادي استقلال أهواز ونادي بيكان ونادي ذوب آهن أصفهان ونادي راه آهن ونادي صبا قم ونادي نيروي زميني.